# Sigmoria nantahalae
Sigmoria nantahalae är en mångfotingart som beskrevs av Hoffman 1958. Sigmoria nantahalae ingår i släktet Sigmoria och familjen Xystodesmidae. Inga underarter finns listade i Catalogue of Life.